# Angry Samoans
Angry Samoans je americká tříčlenná punk rocková hudební skupina, která vznikla při první vlně punku ve Spojených státech. Kapela byla založena v Los Angeles v Kalifornii v roce 1978 a založili ji Mike Saunders (zpěv), jeho bratr a kytarista Bonze blayk (Kevin Saunders) a Gregg Turner. K nim se téměř vzápětí přidali baskytarista Todd Homer a bubeník Billy Vockeroth.
Za dobu svého působení kapela vydala 4 studiová alba, 4 EP alba, jednu kompilaci, jedno koncertní album a jeden box set. Poslední album z roku 1999 se jmenuje The '90s Suck and So Do You.

## Diskografie

### Studiová alba
- Inside My Brain (1980)
- Back from Samoa (1982)
- STP Not LSD (1988)
- The '90s Suck and So Do You (1999)

### EP
- Queer Pills (1981) – EP (vydáno pod pseudonymem)
- Yesterday Started Tomorrow (1987) – EP
- Fuck the War EP (2006) – EP
- I'm In Love With Your Mom (2010,nahráno v září 1978) - EP

### Ostatní alba
- Return to Samoa (1990) (neautorizovaná kompilace)
- Live at Rhino Records (1992, nahráno v květnu 1979)
- The Unboxed Set (1995)

## Členové

### Současná sestava
- "Metal Mike" Saunders – zpěv, kytara, bicí 1978–současnost
- Bill Vockeroth – zpěv, bicí 1978–současnost
- Matt "Malice" Vicknair – basová kytara 2009–současnost

### Ostatní členové

#### Zpěváci
- Gregg Turner – zpěv, kytara 1978-1991
- Todd Homer – zpěv, baskytara 1978-1988
- Jeff Dahl – zpěv 1981

#### Kytaristi
- Bonze blayk – 1978-79
- P.J. Galligan – 1979-1984
- Steve Drojensky – 1984-1988
- Alison Victor – 1996
- Mark Byrne – 1996-1998
- Jonathan Hall – 1998-2003
- Kevin Joseph – 2006-2010
- Landon Gale-George – 2007
- Colin Alflen – 2011

#### Baskytaristi
- Scott Greer – 1988-1990
- Heith Seifert – 1990-1991
- Mike "Cyco Loco" Avilez – 1996
- Adrianne Harmon – 1997
- Rick Dasher – 2005
- Dan Siegal – 2007